# South West Nova
South West Nova fut une circonscription électorale fédérale de Nouvelle-Écosse. La circonscription fut représentée de 1979 à 1997.
La circonscription a été créée d'abord en 1976 avec des parties de Annapolis Valley et de South Western Nova. Abolie en 1996, elle fut fusionnée à West Nova.

## Géographie
En 1976, la circonscription de South West Nova comprenait:
- Les comtés de Digby et de Yarmouth
- Le comté d'Annapolis

## Députés
1. 1979-1980 — Charlie Halliburton, PC
2. 1980-1984 — Coline Campbell, PLC
3. 1984-1988 — Gerald Comeau, PC
4. 1988-1993 — Coline Campbell, PLC (2)
5. 1993-1997 — Harry Verran, PLC

- PC = Parti progressiste-conservateur
- PLC = Parti libéral du Canada